# حسابداری اقتصادی (کتاب)
حسابداری اقتصادی تألیف حسن گلریز است که توسط انتشارات پیشبرد در سال ۱۳۶۵ منتشر شد و در پنجمین دوره جایزه کتاب سال جمهوری اسلامی ایران، به‌عنوان «کتاب سال ایران» برگزیده شد.
کتاب «حسابداری اقتصادی» مشتمل بر مباحث حسابداری ملی، جدول روابط بین الصنایع و جدول جریان وجوه و حسابهای ثروت ملی است که مجموعاً حسابداری اقتصادی نام گرفته‌اند.